# QEP
QEP (Qualified European Photographer) je neuniverzitní titul pro profesionální evropské fotografy. Vydává ho Federace evropských profesionálních fotografů (FEP) se sídlem v Bruselu, která sdružuje národní fotografické federace z 19 evropských zemí. Titul jejím jménem uděluje mezinárodní komise na základě předloženého portfolia, které musí vypovídat o vysokém profesionálním standardu s přihlédnutím k osobnímu přínosu autora.

## Česko
Mezi české nositele titulu patří například profesor Miroslav Vojtěchovský, přední profesionální fotograf Zdeněk Lhoták, Jan Pohribný, liberecký fotograf architektury Aleš Jungmann, Marian Beneš, Karel Beneš, Tomáš Dvořák, Bohumil Eichler, Jiří Jiroutek, Ladislav Kamarád, Jaroslav Prokop, Václav Sojka, od roku 2002 také Petr Šálek, od roku 2010 Jiří Stránský, Alice Bochňáková, Daniel Kaifer, Ivan Král, Antonín Malý, Ivana Matějková, Ondřej Prosický, od roku 2017 také přední český krajinář Jan Šmíd, od roku 2019 Petr Jan Juračka, Richard Horák a Vladimír Kysela, od roku 2022 krajináři Jan Bavor, Jan Březina, Erika Valkovičová , za dronovou fotografii Tomáš Neuwirth a za fotožurnalistiku Jiří Šneider .

## Zahraničí

### 2022
Master QEP pro rok 2022: 
Dušan Holovej, MQEP, Slovenská republika
QEP pro rok 2022:
Marek Čurilla, QEP, Slovenská republika

### 2013
V roce 2013 titul QEP získali:
Master QEP pro rok 2013:
Helle S. Andersen, MQEP, Dánsko,
Aleandro Battistini, MQEP, Itálie,
Christophe Mentières, MQEP, Francie,
Franz G. Messenbäck, MQEP, Rakousko,
Kenneth Ploug, MQEP, Dánsko,
Toni Sousa Sarmiento, MQEP, Španělsko.
QEP pro rok 2013:
Michele Abriola, QEP Illustrative, Itálie,
Valeria Cassina, QEP portrétní fotografie, Španělsko,
Brigitte Corn, QEP Fine Art, Rakousko,
Gianluca De Bartolo, QEP reportážní fotografie, Itálie,
Gianfranco Ferraro, QEP portrétní fotografie, Itálie,
Vito Finocchiaro, QEP Landscape, Itálie,
Vito Finocchiaro, QEP Nude, Itálie,
Irmtraud Göpner, QEP Fine Art, Německo,
Michael Grøn, QEP portrétní fotografie, Dánsko,
Lærke Johanne Grønborg, QEP portrétní fotografie, Dánsko,
Jesper Iversen, QEP Advertising, Dánsko,
Manuel González Mairena, QEP portrétní fotografie, Španělsko,
Edmondo Mavilla, QEP reportážní fotografie, Itálie,
Renato Antònio Roxo Mendes, QEP svatební fotografie, Portugalsko,
Francesco Mosca, QEP portrétní fotografie, Itálie,
Francesco Mosca, QEP reportážní fotografie, Itálie,
Pedro Miguel Oliveira Saramago, QEP svatební fotografie, Portugalsko,
Andre Schönherr, QEP Sport reportážní fotografie, Rakousko,
Paolo Sicurella, QEP svatební fotografie, Itálie,
Michael Setz, QEP Advertising, Německo,
Ján Štovka, QEP Commercial, Slovensko,
Søren Weile, QEP svatební fotografie, Dánsko,
Renato Zanette, QEP portrétní fotografie, Itálie.